# Misefa
Misefa là một thị trấn thuộc hạt Zala, Hungary. Thị trấn này có diện tích 6,51 km², dân số năm 2010 là 298 người, mật độ 46 người/km².